# TBTA
TBTA (systematischer Name: Tris[(1-benzyl-1H-1,2,3-triazol-4-yl)methyl]amin) ist eine chemische Verbindung aus der Gruppe der Triazole.

## Gewinnung und Darstellung
TBTA kann durch Reaktion von Benzylazid und Tripropargylamin in einer Kupfer(II)-acetat/Natriumascorbat-Lösung gewonnen werden.

## Eigenschaften
TBTA hat einen Octanol-Wasser-Verteilungskoeffizient von {\displaystyle \log P_{\mathrm {ow} }=4{,}754}.

## Verwendung
Verwendung findet TBTA in der kupferkatalysierten Alkin-Azid-Cycloaddition (CuAAC), in welcher es die Disproportionierung wie auch die Oxidation von Cu(I) verhindert.